# Barrages intercontinentaux des éliminatoires de la Coupe du monde de football 2018
Navigation
Barrages intercontinentaux 2022
Dans le cadre des éliminatoires de la Coupe du monde 2018, deux barrages inter-continentaux sont disputés pour déterminer les deux derniers qualifiés pour la phase finale en Russie. Ces barrages sur deux matchs sont disputés entre les 10 et 15 novembre 2017.

## Format
Le tirage de ces barrages a eu lieu dans le cadre du tirage au sort de la phase préliminaire de la Coupe du Monde, le 25 juillet 2015 au Palais Konstantinovsky à Strelna, Saint-Pétersbourg. 
Les rencontres sont disputées en matchs aller-retour. En cas d'égalité au score cumulé sur les deux matchs, c'est la règle des buts marqués à l'extérieur qui est appliquée pour départager les équipes. Si le nombre de buts marqués à l'extérieur est identique pour les deux équipes à la fin du temps règlementaire du match retour, alors une prolongation de 30 minutes est jouée. La règle des buts à l'extérieur est à nouveau appliquée pour la prolongation. Enfin, si aucun but n'est marqué durant la prolongation, la qualification se décide par une séance de tirs au but.

## Équipes par confédérations
| Confédération                          | Placement                          | Équipe           |
| -------------------------------------- | ---------------------------------- | ---------------- |
| Asie                                   | quatrième tour (barrage) vainqueur | Australie        |
| Amérique du Nord, Centrale et Caraïbes | cinquième tour 4e place            | Honduras         |
| Amérique du Sud                        | Poule 5e place                     | Pérou            |
| Océanie                                | quatrième tour (barrage) vainqueur | Nouvelle-Zélande |

## Barrage Amérique du Nord, Centrale et Caraïbes - Asie
| Équipe 1 | Résultat | Équipe 2  | Aller | Retour |
| -------- | -------- | --------- | ----- | ------ |
| Honduras | 1 - 3    | Australie | 0 - 0 | 1 - 3  |

| 10 novembre 2017 | Honduras | 0 - 0   | Australie | Estadio Olímpico Metropolitano, San Pedro Sula |                            |
| 16h00 UTC-6      |          | (0 - 0) |           | Arbitrage : Daniele Orsato                     | Arbitrage : Daniele Orsato |
| 16h00 UTC-6      | Rapport  |         |           | Arbitrage : Daniele Orsato                     | Arbitrage : Daniele Orsato |

| 15 novembre 2017 | Australie                         | 3 - 1   | Honduras   | Stadium Australia, Sydney                      |                                                |
| 20h00 UTC+11     | Jedinak 54e 72e (pen.) 85e (pen.) | (0 - 0) | Elis 90+4e | Spectateurs : 77 060 Arbitrage : Néstor Pitana | Spectateurs : 77 060 Arbitrage : Néstor Pitana |
| 20h00 UTC+11     | [ Rapport]                        |         |            | Spectateurs : 77 060 Arbitrage : Néstor Pitana | Spectateurs : 77 060 Arbitrage : Néstor Pitana |

L'Australie a gagné 3–1 en score cumulé et se qualifie pour la Coupe du monde de la FIFA 2018.

## Barrage Océanie - Amérique du Sud
| Équipe 1         | Résultat | Équipe 2 | Aller | Retour |
| ---------------- | -------- | -------- | ----- | ------ |
| Nouvelle-Zélande | 0 - 2    | Pérou    | 0 - 0 | 0 - 2  |

| 11 novembre 2017 | Nouvelle-Zélande | 0 - 0   | Pérou | Westpac Stadium, Wellington |                         |
| 16h15 UTC+13     |                  | (0 - 0) |       | Arbitrage : Mark Geiger     | Arbitrage : Mark Geiger |
| 16h15 UTC+13     | Rapport          |         |       | Arbitrage : Mark Geiger     | Arbitrage : Mark Geiger |

| 15 novembre 2017 | Pérou                     | 2 - 0   | Nouvelle-Zélande | Estadio Nacional, Lima     |                            |
| 21h15 UTC-5      | Farfán 27e · C. Ramos 65e | (1 - 0) |                  | Arbitrage : Clément Turpin | Arbitrage : Clément Turpin |
| 21h15 UTC-5      | [ Rapport]                |         |                  | Arbitrage : Clément Turpin | Arbitrage : Clément Turpin |

Le Pérou a gagné 2–0 en score cumulé et se qualifie pour la Coupe du monde de la FIFA 2018.